# مؤسسة مجدي يعقوب لأمراض وأبحاث القلب
مؤسسة مجدي يعقوب لأمراض وأبحاث القلب، هي مؤسسة رعاية صحية خيرية في مصر أسسها الدكتور مجدي يعقوب في عام 2008. أنشأت المؤسسة مركزين لأمراض القلب الأول في أسوان والثاني في القاهرة (حدائق أكتوبر بمحافظة الجيزة). قامت المؤسسة أيضاً بالتعاون مع مكتبة الإسكندرية ببرنامج أمراض القلب الوراثية على المستوى القومي بدءاً بمحافظات أسوان والقاهرة والإسكندرية والمنوفية، أسهم في متابعة حالات أكثر من 1600 من الأسر المصرية.

## المراكز التابعة

### مركز أسوان للقلب
أنشأ مجدي يعقوب في أسوان مركزاً لجراحات القلب لعلاج غير القادرين على مساحة 9 آلاف متر مربع، والذي بدأ خدماته في أبريل 2009، كما شرع في إنشاء مركز لدراسات وأبحاث أمراض القلب في أكتوبر 2016 على مساحة 5 آلاف متر مربع.
في 5 مايو 2018 أعلن مجدي يعقوب عن توسعات مركز القلب بأسوان على مساحة 37 فدان، بتكلفة 350 مليون دولار، ليقدم المركز 12 ألف جراحة سنويا، ويتمكن من استقبال 80 ألف مريض.

### مركز مجدي يعقوب العالمي للقلب
يتم حاليا إنشاء مركز مجدي يعقوب العالمي للقلب على مساحة 35 فدانًا في مدينة حدائق أكتوبر في محافظة الجيزة. تشغل المستشفى منها مساحة 27 فدانًا، أما المساحة المتبقية (8 فدان) فهي مخصصة للتوسعات المستقبلية. المركز من تصميم شركة فوستر وشركاءه وشركة دار الهندسة (شاعر وشركاءه) ويشمل على:
- 300 سرير بهدف علاج ما يصل إلى 12,000 مريض كل عام.
- تم تخصيص 40% من سعة الأسرة للعناية المركزة والعناية التاجية المكثفة، كما سيتم تخصيص 60% من الأسرة المتبقية للمرضى الداخليين.
- مركز رئيسي متكامل يضم 5 غرف للعمليات و5 مختبرات للقسطرة، بما في ذلك غرفة العمليات الجراحية الهجينة.
- مركز أشعة وتصوير تشخيصي مزود بأحدث تقنيات التصوير والتشخيص.
- قسم العيادات الخارجية والتي تضم 35 عيادة خارجية للبالغين والأطفال، لاستقبال أكثر من 80,000 مريض خارجي سنويًا.
- قسم الطوارئ.
- مركز متكامل ومجهز للبحث العلمي والابتكار.
- المكاتب الإدارية.[3]